# Río Chico megye (Tucumán)
Río Chico egy megye Argentína északnyugati részén, Tucumán tartományban. Székhelye Aguilares.

## Népesség
A megye népessége a közelmúltban a következőképpen változott:
| Év   | Lakosság |
| ---- | -------- |
| 2001 | 52 844   |
| 2010 | 56 847   |